# 澎湖水仙宮
澎湖水仙宮，係由清康熙卅五年（1696年）澎湖水師協右營游擊薛奎倡建，主祀水仙尊王，又祀大禹、伍子胥、屈原等五水仙以及天上聖母，在《澎湖廳志．規制》的記載中，另外二水仙係項羽和魯班，或作王勃和李白，亦屬闔澎公廟，因光緒元年（1875年）水仙宮祭祀場所與臺灣、廈門郊商的會所合併，故又稱臺廈郊會館。

## 沿革

### 廟宇
位於馬公市中央里的水仙宮歷史悠久，周仁《澎湖志略》中，將其列為四大古廟之一（天后宮、關帝廟、東甲北極殿）。乾隆四十五年（1780年）、道光元年（1821年）據《澎湖廳志》記載先有兩次修建。
現今帶有歐式風格的水仙宮樣貌，乃奠基於日治昭和四年（1929年）的改建，當時一樓作為臺廈郊會所的店面，二樓作為祭祀空間，如此二層樓式的建築，在當時亦屬罕見。

### 行郊
澎湖地狹、耕地常常不足，經濟仰賴商業交易，故商業發展淵源頗早，澎湖設有「郊」，即「臺廈郊」，又稱「澎郊」，由「廈郊」金長順、「臺郊」金利順組成。貿易範圍大陸方面以廈門為主，隨後漸漸擴展至福建省的同安、泉州和漳州，廣東省的南澳；台灣方面則交易對象以台灣縣（台南）為主，旁及打狗（高雄）、東港（屏東）、鹿港（彰化）及北港（雲林）等。澎湖行郊主要進口：糖、布帛、杉木、磚瓦、油酒、香燭、乾果、紙筆；出口則為鹹魚、魚乾、蝦乾、花生、花生油等。
由於商業十分興盛之故，康熙四十九年（1710年）陳文達《臺灣縣志》便有「澎湖媽宮街」的紀載。在乾隆二十六年（1771年）胡建偉編著《澎湖紀略》的時代，已形成「七街一市」的規模。

### 會館
光緒年間的修建由媽宮街商民籌資興建，當時因應澎湖與廈門（同安）、泉州等地區貿易熱絡，澎湖各地的同業公會組成郊行，出資者眾，遂乃將水仙宮宮廟和臺廈郊的辦公、仲裁會所一同合併，臺廈郊會館至此與水仙宮之名並陳。

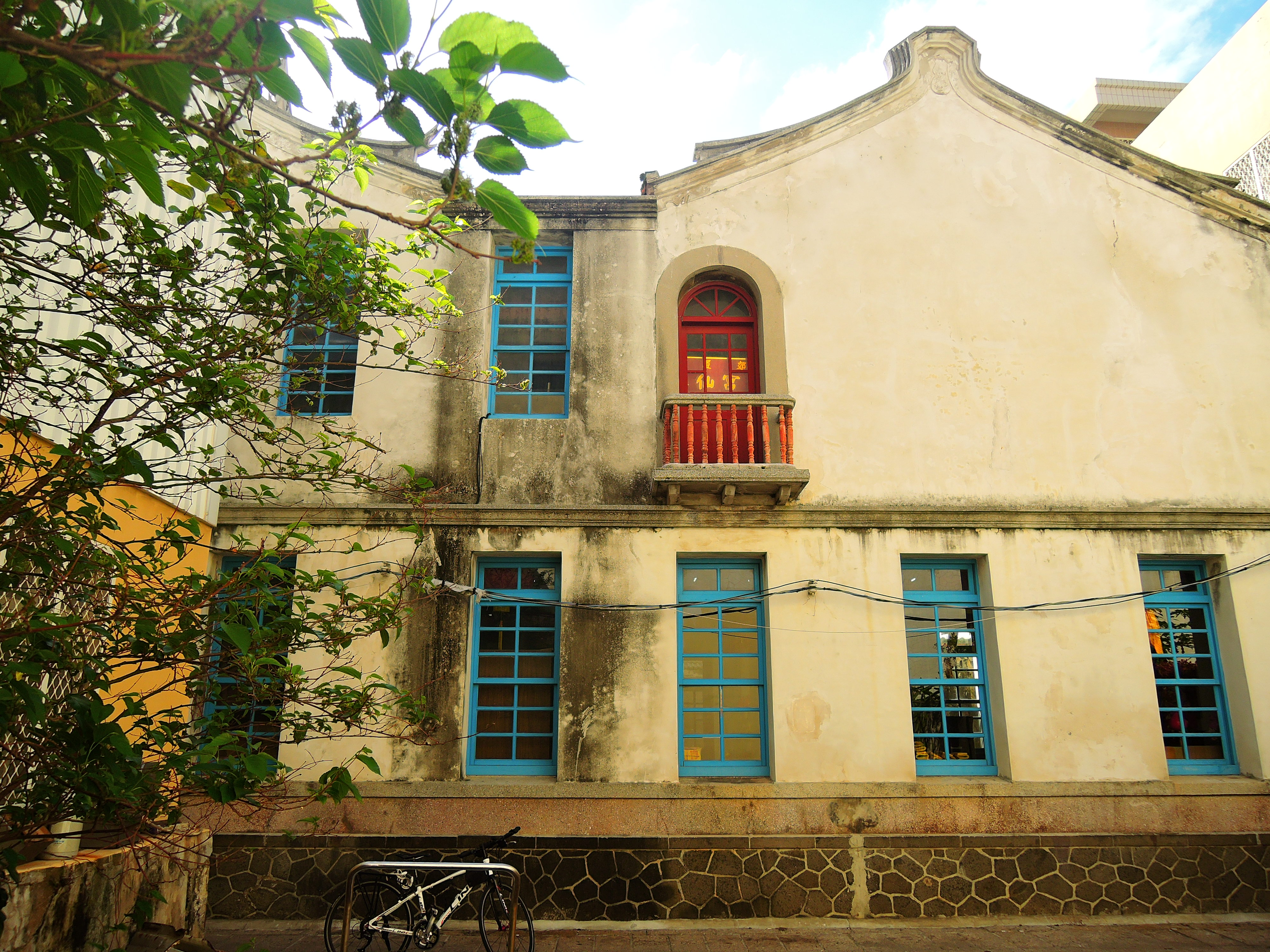
二層樓式山牆側觀

日治時代起由於澎湖和廈門對航貿易大量減縮，清代鼎盛煊赫一時的各地郊商漸趨沒落、商業功能走入歷史舞台，臺廈郊也未能倖免，而澎湖水仙宮作為臺灣郊商變遷見証的載體，迄今祭祀功能尚有保存下來。

## 年表
本表根據許玉河與臺灣文化部文化資產局的資料編列：

### 清領時期
- 康熙卅五年（1696年）－右營游擊薛奎倡建水仙宮，同年亦起建觀音亭。
- 康熙卅六年（1697年）－《裨海紀遊》作者郁永河來澎途中遭遇颱風，以「划水仙」方式安然抵澎，託言幸賴水仙尊王保佑。
- 乾隆卌五年（1780年）－第一次修建。由澎湖水師協副將招成萬捐養廉銀、海澄監生郭志達募捐出資。
- 道光元年（1821年）－第二次修建。由左營游擊阮朝良與澎湖通判蔣鏞倡議，修建過程多與隸屬廈郊的金長順合作。
- 道光五年（1825年）－獲「水陸鴻昭」匾。
- 光緒元年（1875年）－第三次修建。由媽宮街商民主導，「水仙宮」與「臺廈郊會所」合併。

### 日治時期
- 明治卅三年（1900年）－「臺廈郊會所」改稱「實業會館」。
- 大正八年（1919年）－臺廈郊諸紳出資延攬大批匠師，修建「澎湖天后宮」，奠定今日澎湖天后宮的風貌。[7]
- 大正十四年（1925年）－「實業會館」改稱「臺廈郊實業會」。
- 昭和四年（1929年）－第四次修建，改為二層樓房式街屋型態：當時一樓做會所辦公處、二樓為神明廳。

### 中華民國
- 國民政府遷臺後（1945－），「臺廈郊實業會」改稱「澎湖縣商會」。但在這個時候，商會功能與影響力不復過往，原臺廈郊會已漸趨近於宗教組織。
- 民國四十七年（1958年）－第五次修建。
- 民國七十三年（1984年）－第六次修建。
- 民國八十四年（1995年）－第七次修建。

## 祭祀
水仙宮二樓並不開放，一樓則作為神明大廳，仍時見民眾入廟燒香祈福，而每年農曆十月初十，該廟亦會舉辦水仙尊王聖誕遶境活動，或偶與左近景福祠合辦祭典。

### 主祀
水仙尊王，本廟五水仙：大禹、伍子胥、屈原、王勃和李白（或項羽和魯班）

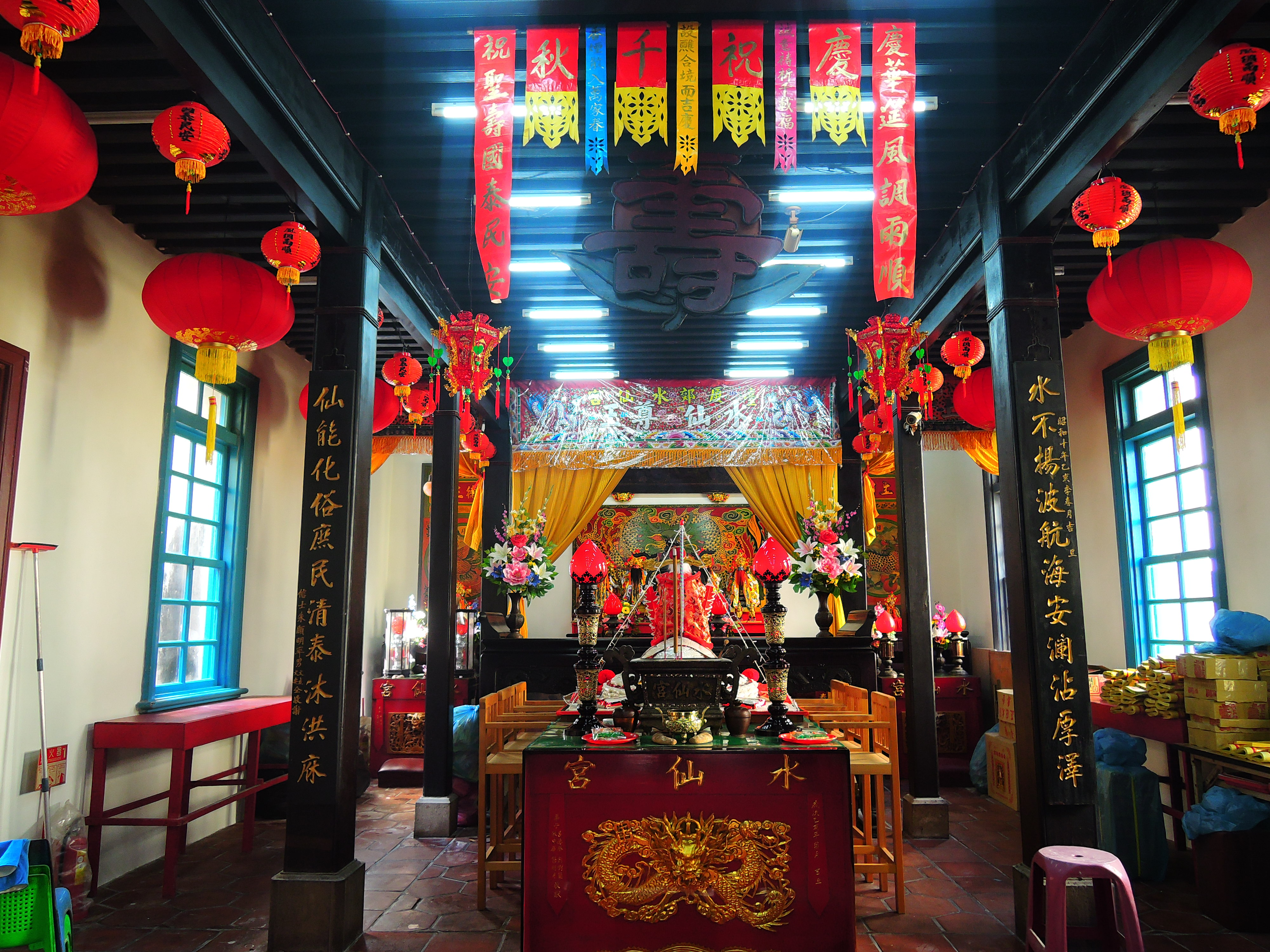
一樓大殿
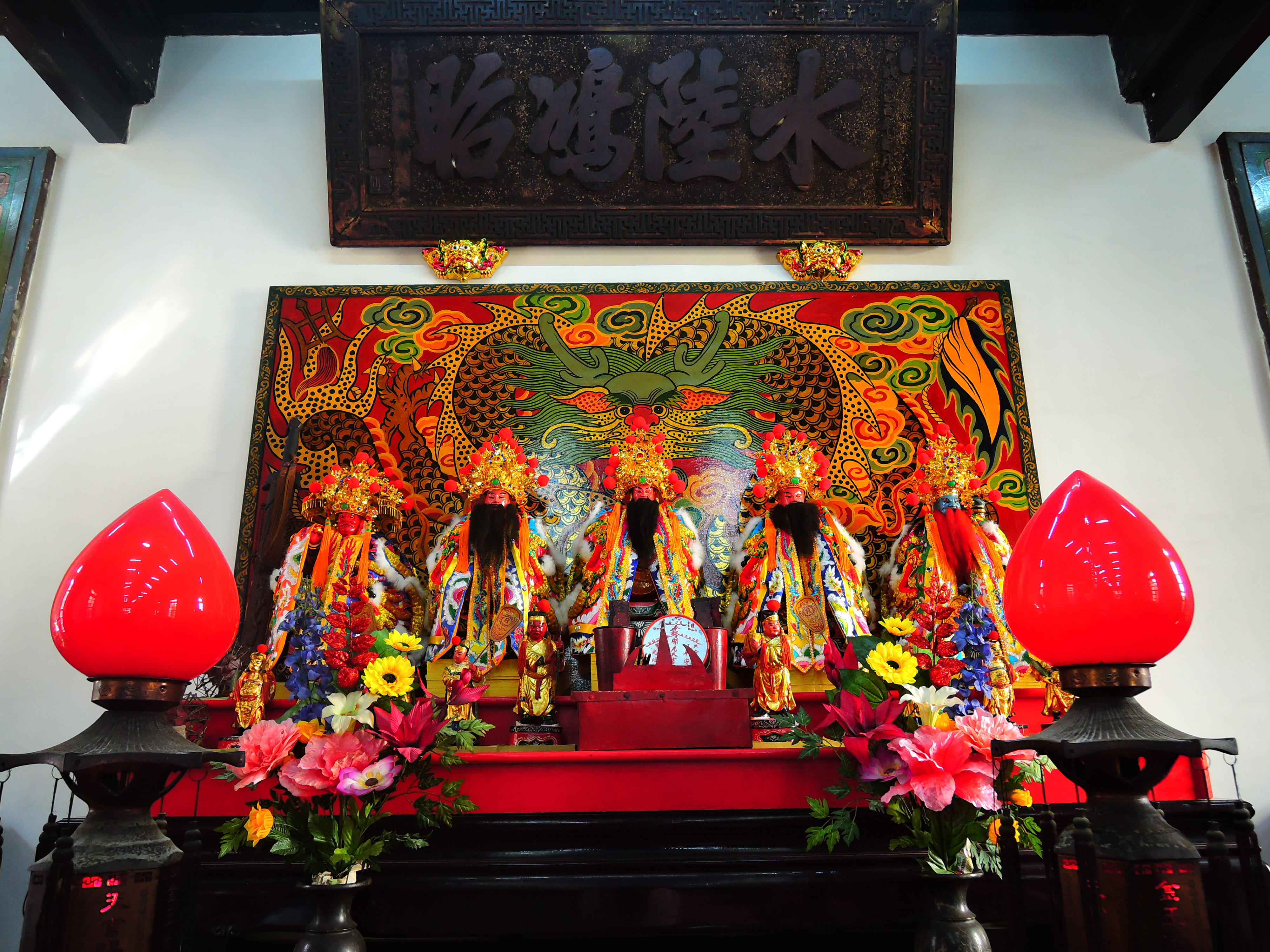
五水仙神像
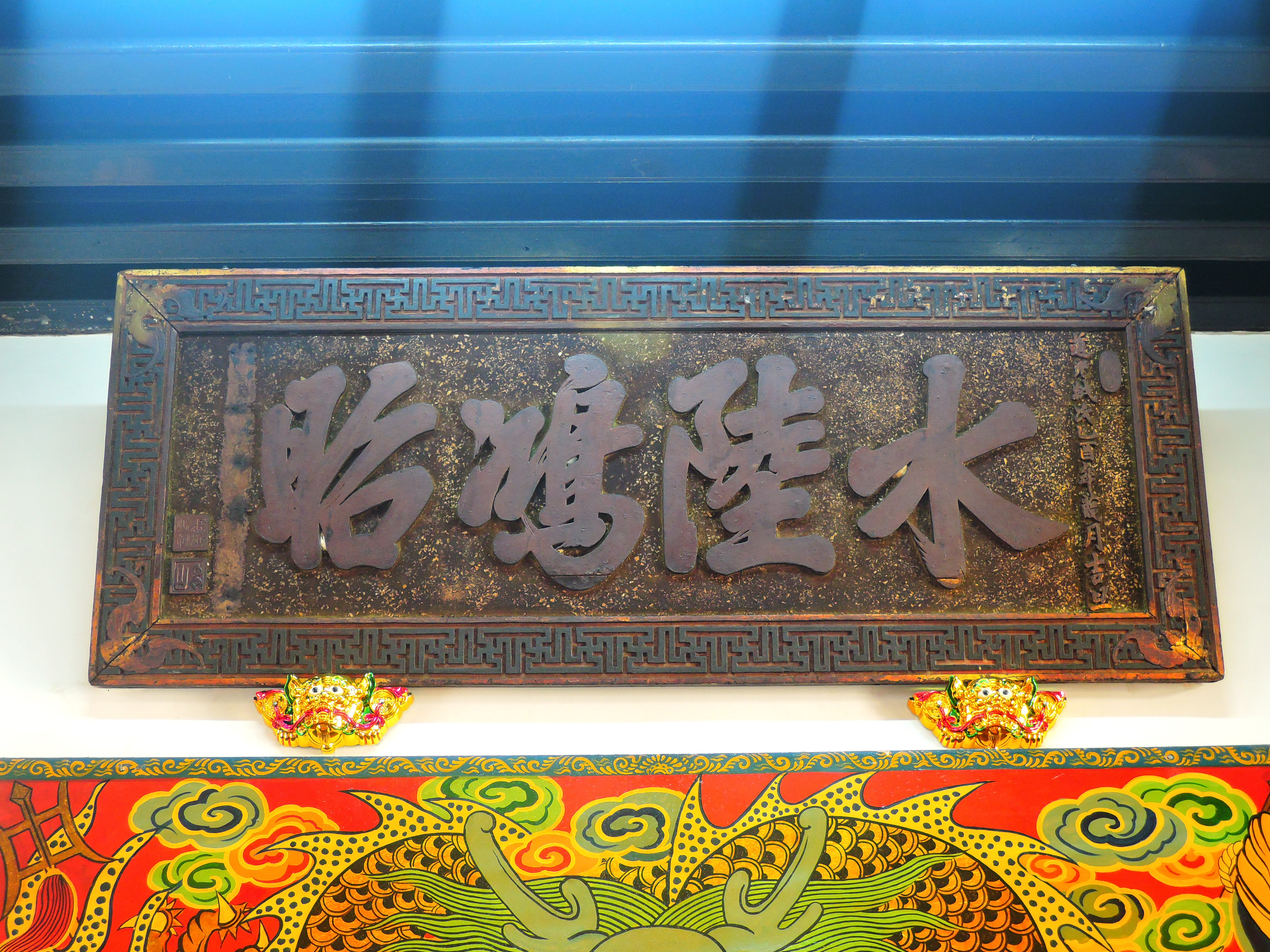
水陸鴻昭匾（道光5年，1825年）
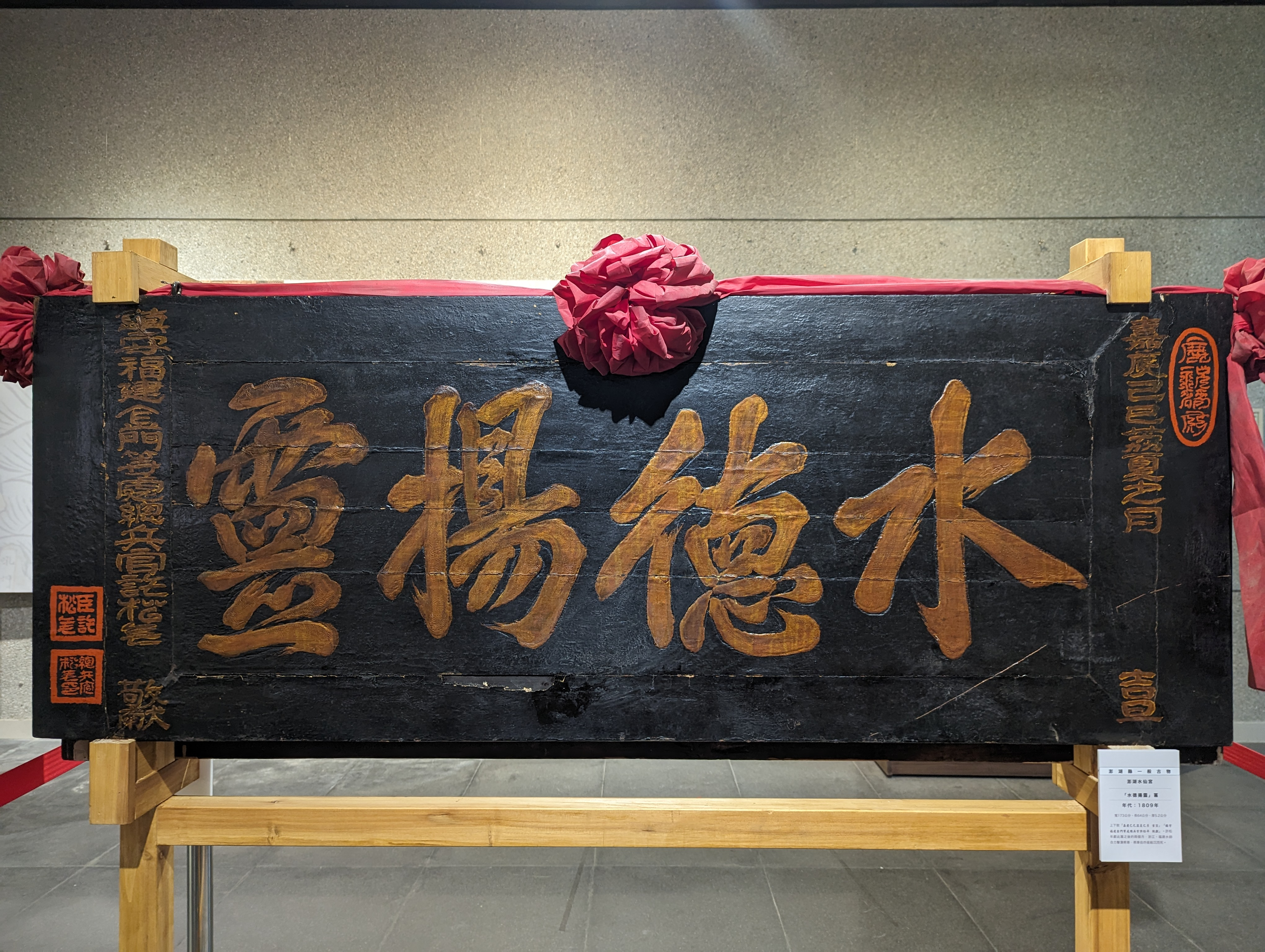
水德揚靈匾（嘉慶15年，1809年）
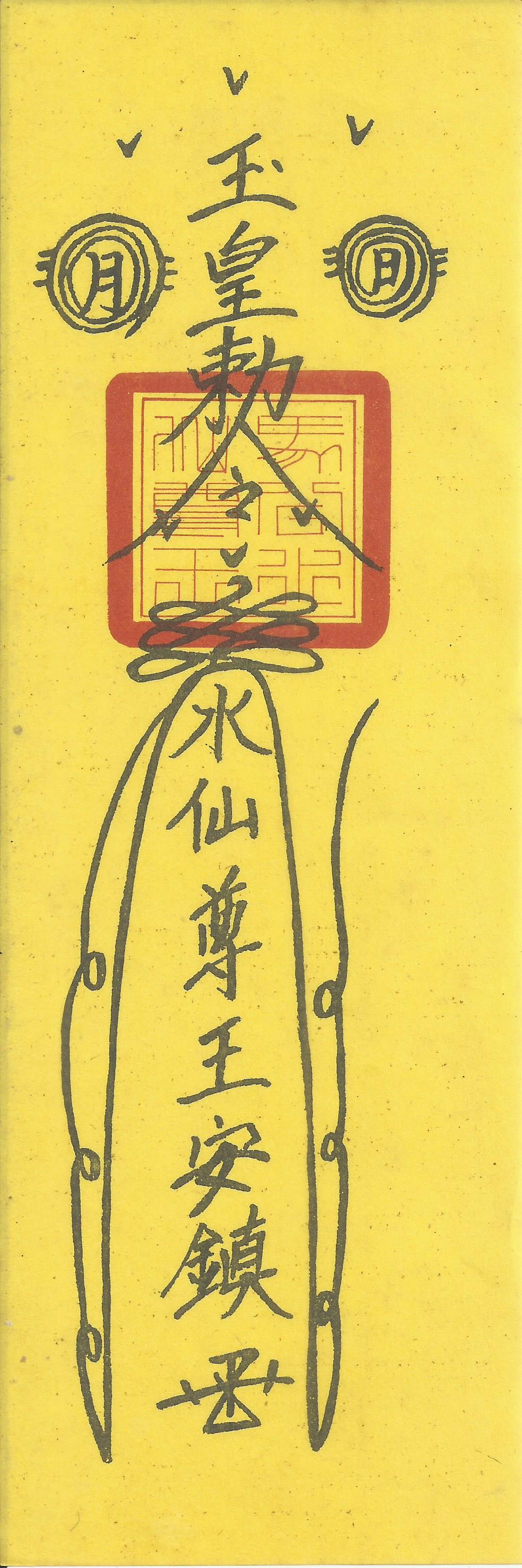
平安符

### 陪祀
- 天上聖母（金面媽祖像）
- 福德正神

根據民間五行學說，水仙尊王乃海神之一，八字中缺水者，適宜向水仙尊王祈求用神，補命中水之不足。

### 例祭
- 乞龜活動：農曆正月十五（元宵節）

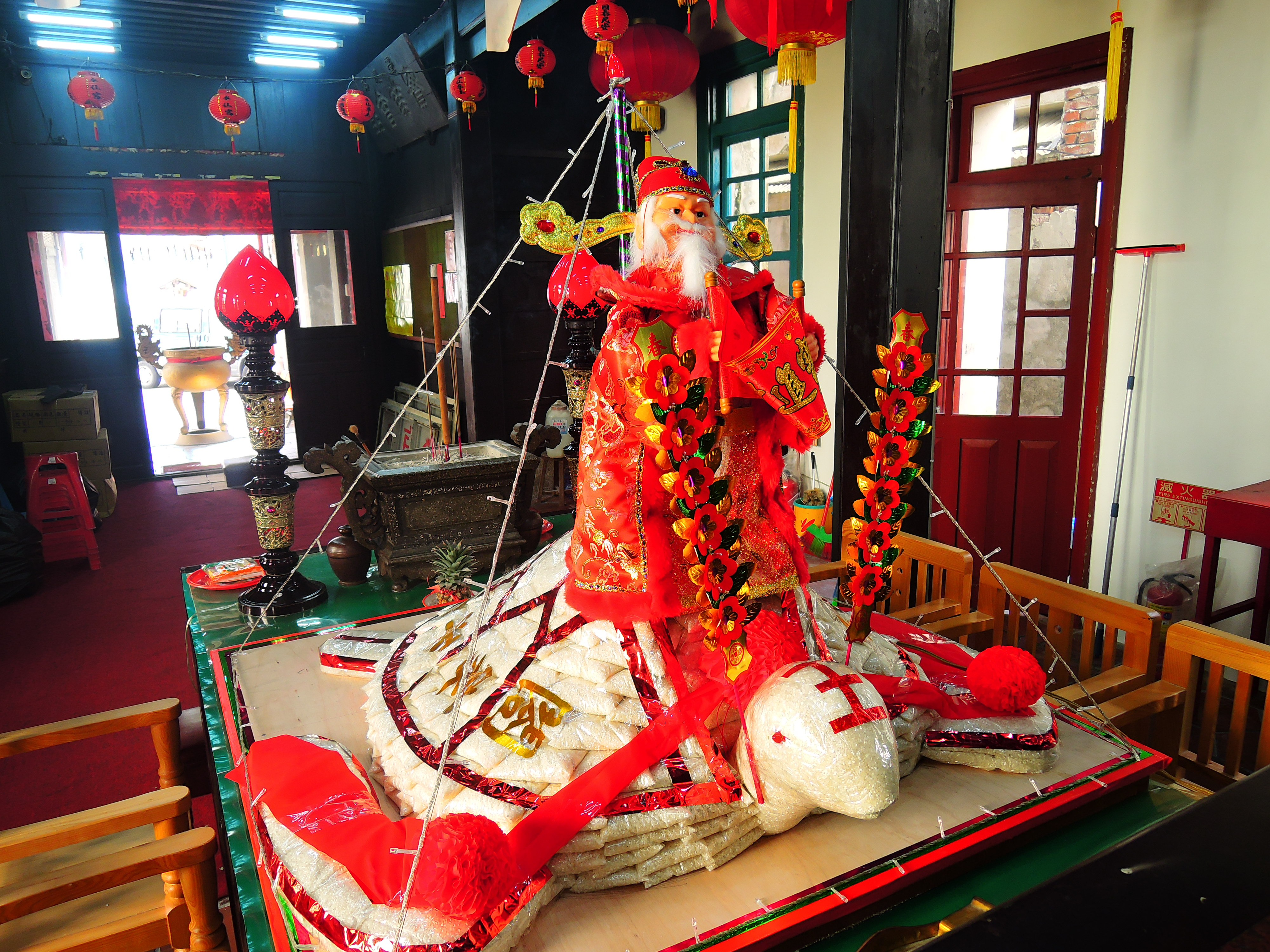
水仙宮：元宵乞龜

- 福德正神聖誕：農曆二月初二（與景福祠合辦）
- 天上聖母聖誕：農曆三月廿三
- 水仙尊王聖誕：農曆十月初十